# Cetatea Häme

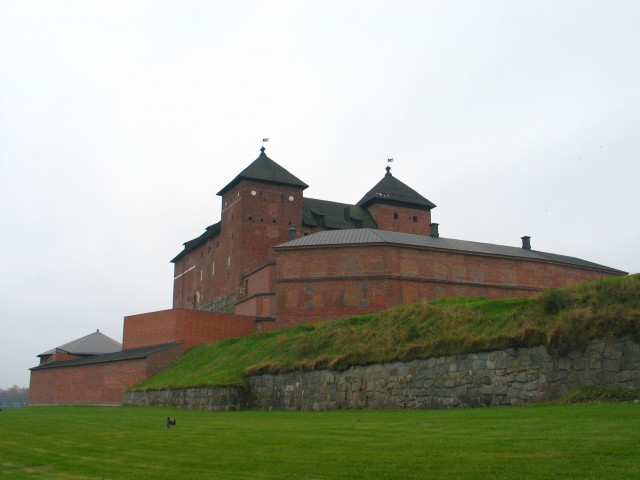
Cetatea Häme astăzi

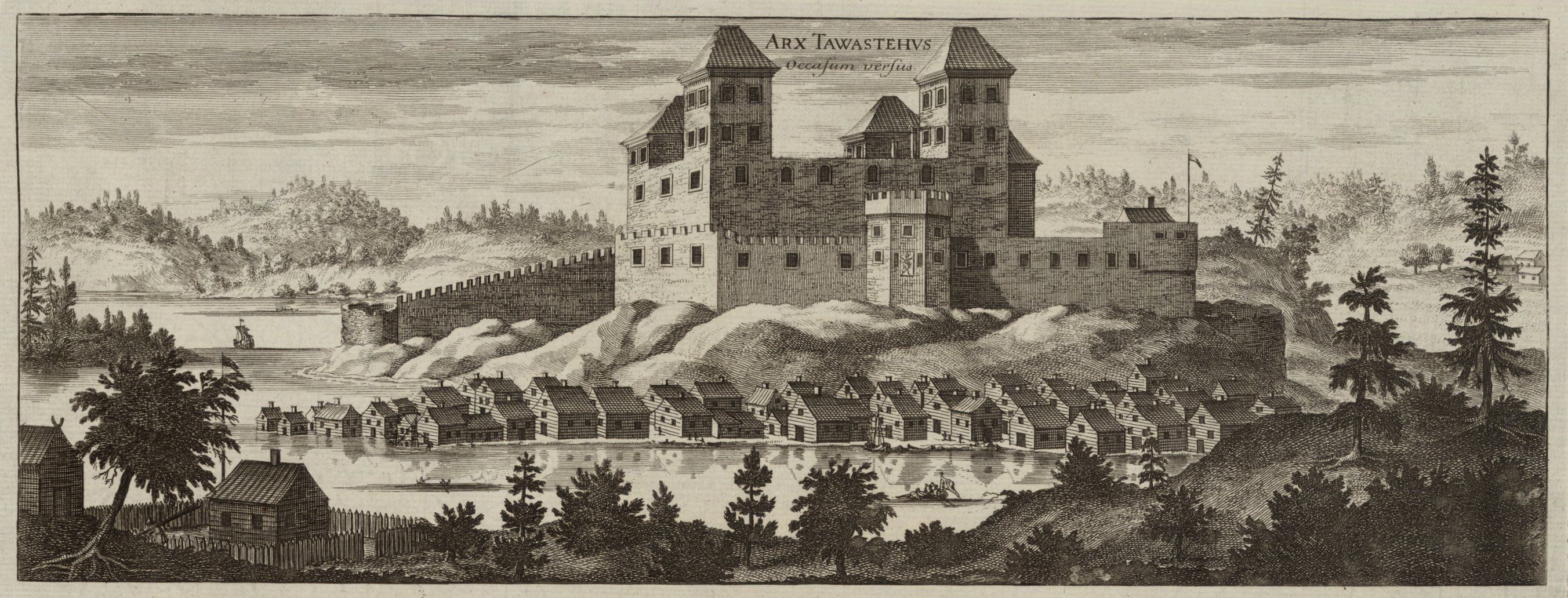
Cetatea Häme la sfarşitul anilor 1650

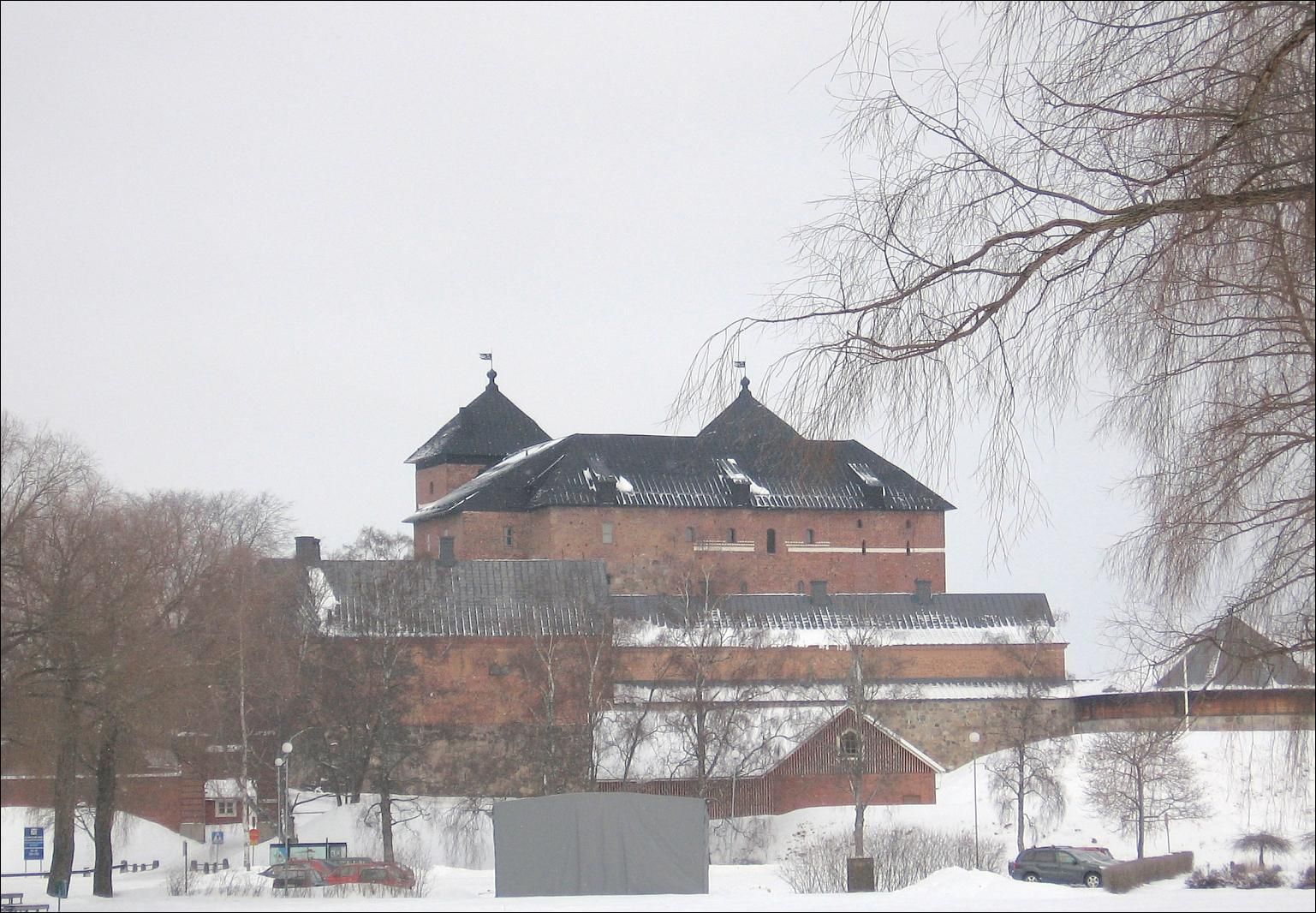
Cetatea Häme iarna

 Cetatea Häme (în finlandeză: Hämeen linna, suedeză: Tavastehus slott) este o cetate medievală în Hämeenlinna (Finlanda). Cetatea e situată în centrul orașului, pe malul lacului Vanajavesi. Inițial, cetatea era situată pe o insulă.
Vechimea cetății este disputată. Versiunea cea mai des întâlnită leagă construcția cetății de cea de-a doua legendară Cruciadă Suedeză, plasând astfel construcția pe la jumătatea sec. al XIII-lea. Cu toate acestea, cele mai vechi descoperiri din zona cetății sunt din jurul anului 1320. La fel de disputată este și legendara cruciadă însăși. Fortficația din Hakoinen, aflată la 20 de kilometri depărtare, datează Cetatea Häme în sec. al XIV-lea.. Într-un document regal din anul 1308, în provincia Tavastia este menționat un singur castel ("Tauestahus")  De asemenea, Cronica rusă de la Novgorod, relatând despre incursiunea din 1311 a Tavastiei, menționează o singură cetate, a cărei descriere se potrivește cu cea a castelului Haikonen 
Bărbații din Novgorod au plecat la luptă peste mări, în ținuturile germanilor (suedezilor) împotriva populației Yem - acesta este numele dat de către cronicile rusești ale vremii vechilor finlandezi care locuiau in Tavastia –. Iar populația germanică s-a retras în cetate, deoarece aceasta era foarte solidă și puternică; era amplasată pe o stâncă înaltă, neputând fi accesată din nicio parte. Și au trimis vorbă că doresc pacea, dar bărbații Novgorodului nu au acceptat și au rămas acolo, prădând provincia 3 zile și 3 nopți.
Este posibil ca lucrările la cetatea Häme să fi început după invazia Novgorodului. Prima cetate a fost făcută din piatră, ulterior fiind folosită cărămida.
La sfârșitul secolului al XVI-lea, cetatea și-a pierdut importanța militară. În secolul al XVIII-lea, sistemul defensiv a fost întărit cu bastioane care înconjurau cetatea. Deși și in Evul Mediu aici obișnuiau să fie închise persoanele, cetatea a fost folosită ca închisoare începând cu anul 1837 și a avut această destinație până în 1953, când au fost începute lucrările de consolidare. Planurile închisorii au fost realizate de către arhitectul Carl Ludvig Engel, de al cărui nume este legată și reconstrucția orașului Helsinki : Piața Senatului (finlandeză: Senaatintori), vechea clădire a Senatului, Catedrala, Biblioteca Națională și clădirea principală a Universității din Helsinki. În 1988 cetatea a devenit muzeu, însă o parte din facilități pot fi închiriate pentru a găzdui evenimente private.